# Circondario di Gronau
Il circondario di Gronau (in tedesco Landkreis Gronau) è stato un circondario (Landkreis) della Bassa Sassonia, in Germania.

## Storia
Fu istituito nel 1885 come circondario nella provincia di Hannover del regno di Prussia.
Capoluogo e centro maggiore era la città di Gronau.
Fu soppresso il 1º ottobre 1932 e unito al circondario di Alfeld.
Al momento della soppressione, contava 31 comuni.

## Comuni
- Banteln
- Barfelde
- Betheln
- Brüggen
- Burgstemmen
- Deilmissen
- Deinsen
- Dötzum
- Dunsen
- Eberholzen
- Eddinghausen
- Eime
- Eitzum
- Elze
- Esbeck
- Gronau
- Haus Escherde
- Heinsen (distretto rurale)
- Heinum
- Heinum-Wallenstedt (distretto rurale)
- Heyersum
- Hönze
- Mahlerten
- Marienhagen
- Mehle
- Möllensen
- Nienstedt
- Nordstemmen
- Osterwald (distretto forestale)
- Petze
- Rheden
- Schierenberg (distretto rurale)
- Sehlde
- Sibbesse
- Tegge (distretto forestale)
- Wallenstedt